# Mesochorus campestris
Mesochorus campestris är en stekelart som beskrevs av Schwenke 1999. Mesochorus campestris ingår i släktet Mesochorus och familjen brokparasitsteklar. Inga underarter finns listade i Catalogue of Life.